# Endocytos

Olika typer av endocytos.

Endocytos (endo- från grekiskan betyder inre, invändig) är en process där celler absorberar material (till exempel proteiner) från utsidan genom att innesluta det med sitt cellmembran. Det används av alla celler i kroppen eftersom de flesta viktiga substanser är polära och består av stora molekyler som inte kan passera det hydrofoba plasmamembranet. Funktionen med endocytos är den motsatta till exocytos.
Endocytos kan delas upp i bland annat fagocytos där stora molekyler tar sig in i cellen samt pinocytos där extracellulära vätskor förs in i cellen.